# 텍사스 대학교 댈러스
텍사스 대학교 댈러스(University of Texas at Dallas, UTD, UT 댈러스, UT Dallas)는 미국 텍사스주 리처드슨에 위치한 공립 연구형 대학이다. 댈러스 지역 최대의 공립 대학교들 가운데 한 곳이며 텍사스 대학교 시스템의 북쪽 끝에 자리잡힌 교육 기관이다. 1961년에 텍사스 인스트루먼트의 사립 연구 단체로서 처음 설립되었다.